# Drepanosticta brownelli
Drepanosticta brownelli is een libellensoort uit de familie van de Platystictidae, onderorde juffers (Zygoptera).
De soort staat op de Rode Lijst van de IUCN als gevoelig, beoordelingsjaar 2011.
De wetenschappelijke naam van de soort is voor het eerst geldig gepubliceerd in 1938 door Tinkham.